# Ester Volicerová
Ester Volicerová (* 2. Juni 1973; heute Ester Schulz) ist eine ehemalige tschechische Volleyballspielerin.
Volicerová spielte zunächst für den PVK Olymp Prag, mit dem sie 1992 tschechoslowakischer Meister und Pokalsieger wurde. 1994/95 spielte sie in der italienischen Serie A2 bei Oranfrizer Sestese. 1997 wechselte die Außenangreiferin in die deutsche Bundesliga zum Dresdner SC, mit dem sie 1999 die Deutsche Meisterschaft und 1999 sowie 2002 den DVV-Pokal gewann. Danach spielte Volicerová beim Ligakonkurrenten USC Münster und gewann hier 2004 und 2005 erneut das Double. Wegen zahlreicher Knieverletzungen beendete sie 2005 ihre Profi-Karriere und war anschließend viele Jahre in der zweiten Mannschaft und im Seniorenteam des USC aktiv.
Volicerová spielte 160 mal in der tschechoslowakischen bzw. tschechischen A-Nationalmannschaft. 1994 nahm sie an der Weltmeisterschaft in Brasilien teil. Bei der Europameisterschaft in Tschechien 1993 erreichte sie den zweiten Platz und bei der Europameisterschaft in Tschechien 1997 landete sie auf Platz drei.
Volicerová war auch im Beachvolleyball u. a. mit Janine Ast, Katja Wühler und Julia Krumbeck auf der deutschen Turnierserie aktiv.